# Oxetocyon cuspidatus
Oxetocyon cuspidatus és una espècie extinta de mamífer carnívor de la família dels cànids que visqué a Nord-amèrica durant l'Oligocè inferior, fa entre 30,8 i 33,3 milions d'anys. Se n'han trobat restes fòssils a Dakota del Sud, Montana i Nebraska (Estats Units). Es tracta de l'única espècie del gènere Oxetocyon. Les dents eren de tipus bunodont i hipocarnívor. Tenia les dents molars més grosses i quadrades que els seus parents, cosa que les feia més aptes per esclafar els aliments i suggereix que es nodria principalment de matèria vegetal.